# Louise Jeanson
Pour les articles homonymes, voir Jeanson et Vigoureux.
Louise Jeanson, née le 12 mai 1876 à Paris et morte le 23 juin 1937 à Paris, signant aussi Louise Vigoureux-Jeanson, est une artiste peintre, miniaturiste et professeure de dessin française.

## Biographie
Louise Julie Esther Jeanson nait en 1876 dans le 9e arrondissement de Paris de Nicolas Jeanson, avocat, ancien préfet de la Meurthe (1870) puis des Côtes du Nord (1876), ancien inspecteur général au ministère de l'Intérieur, et de son épouse Anne Cordier, tous deux originaires de Haute-Marne.
En 1890, elle est pensionnaire du couvent des Ursulines de Bar-sur-Aube. En 1897, elle obtient à Paris le certificat d'aptitude à l'enseignement du dessin dans les écoles normales et les écoles primaires supérieures,. En 1898, elle obtient un prix d'aquarelle et un prix de peinture industrielle à la Société pour l'instruction élémentaire, dont elle est élève. En 1903 elle est professeur de dessin à Paris.
Elle est élève de la miniaturiste Marie Latruffe-Colomb, de l'aquarelliste Mathilde Delattre, de Ferdinand Humbert et de l'anatomiste Édouard Cuyer. Elle expose de 1898 à 1929.
Domiciliée 17 rue Duperré (9e arrondissement) chez Mathilde Delattre pour sa première exposition à Paris en 1898, elle demeure en 1899 au 9 rue de la Tour dans le 16e arrondissement.
Sociétaire en 1909, elle obtient en 1910 une mention honorable puis en 1923 une médaille d'argent en section peinture au Salon des artistes français.
Elle épouse le 23 septembre 1911 à Paris l'artiste peintre et graveur Paul Marie Vigoureux. Ils ont une fille en 1913. Ils résident avenue du Maine.
La famille passe régulièrement les vacances à Audierne en Bretagne, source de plusieurs des œuvres du couple. Dans l'entre-deux-guerres, ils font de fréquents séjours en centres de cure, Louise étant atteinte de tuberculose ostéo-articulaire.
Elle décède à son domicile du 40 rue Denfert-Rochereau dans le 5e arrondissement de Paris en 1937 et est inhumée au cimetière de Thiais (Val-de-Marne).

## Expositions

### Salon de la Société des Amis des Arts de Seine et Oise
(à Versailles)
- 1898 : Anémones, aquarelle[9]
- 1899 : Pêches et raisins, aquarelle[10]

### Salon des artistes français
- 1904 : 2 miniatures[14]
- 1905 : Portrait de Melle Berthe Arlen, miniature[14],[15]
- 1907 : Portrait, miniature[14]
- 1908 : Portrait de Melle L. B…, miniature[14]
- 1909 : 2 miniatures[14]
- 1910 : miniature, mention honorable[8]
- 1912 : Bretonne[16], peinture et À l'église, miniature[14]
- 1913 : La crêpière bretonne, miniature[14]
- 1914 : Vieille Bigoudenne, peinture[14]
- 1923 : médaille d'argent en peinture[11]
- 1925 : Espièglerie, miniature[17]
- 1928 : Lavoir breton, huile sur contreplaqué, acquise par l'État[18]
- 1929[7]

### Salon des Artistes de Paris et du département de la Seine
(au Palais de Bagatelle,, ou à la mairie du 10e arrondissement)
- 1921
- 1923
- 1924
- 1925 (Paul Vigoureux y tient une exposition particulière)[22]
- 1927
- 1928 : miniatures